# Sleep Now in the Fire
Sleep Now in the Fire – drugi singel amerykańskiej grupy Rage Against the Machine z albumu The Battle of Los Angeles wydany w 2000. Piosenka obraża amerykańskiego republikanina Gary’ego Bauera. Teledysk był nominowany do nagrody MTV Video Music Awards w kategorii Best Rock Video.

## Lista utworów

### Sleep Now in the Fire (EP)
1. „Sleep Now in the Fire”
2. „Guerilla Radio [Live Version]”
3. „Sleep Now in the Fire [Live Version]”
4. „Bulls on Parade [Live Version]”
5. „Freedom [Live Version]”

### Sleep Now in the Fire (Single)
1. „Sleep Now in the Fire”
2. „Bulls on Parade [Live Version]”
3. „Freedom [Live Version]”
4. „Sleep Now in the Fire [Live Version]”

### Sleep Now in the Fire, Pt 1 (Single)
1. „Sleep Now in the Fire”
2. „Bulls on Parade [Live Version]”
3. „Sleep Now in the Fire [Live Version]”

OR
1. „Sleep Now in the Fire”
2. „Guerilla Radio [Live Version]”
3. „Bulls on Parade [Live Version]”
4. „Freedom [Live Version]”
5. „Sleep Now in the Fire [Live Version]”

### Sleep Now in the Fire, Pt 2 (Single)
1. „Sleep Now in the Fire”
2. „Guerilla Radio [Live Version]”
3. „Freedom [Live Version]”
4. „Sleep Now in the Fire [Video]”